# MasterChef: The Professionals
MasterChef: The Professionals é um reality show competitivo de culinária da BBC que foi ao ar na BBC Two. É um spin-off do MasterChef para chefes profissionais. Introduzido em 2008, Gregg Wallace e India Fisher reprisou seu papel como co-juízes e o narrador. O jurado John Torode foi substituído por Michel Roux Jr., um chefe do Guia Michelin, o chef assistida a partir de 2009, pelo seu sous-chef Monica Galetti. Desde 2011 Sean Pertwee assumiu o papel de Fisher como narrador.
Em 11 de março de 2014, foi anunciado que o Roux Jr deixou o show devido a "um conflito de interesses comerciais". Três meses depois, o seu substituto foi anunciado como Marcus Wareing.

## Vencedores
| Ano  | Vencedor(es)               |
| ---- | -------------------------- |
| 2008 | Derek Johnstone            |
| 2009 | Steve Olivais              |
| 2010 | Claire Lara                |
| 2011 | Ash Mair                   |
| 2012 | Keri Moss Anton Piotrowski |
| 2013 | Steven Edwards             |
| 2014 | Jamie Scott                |
| 2015 | Mark Stinchcombe           |
| 2016 | Gary Maclean               |
| 2017 | Craig Johnston             |

## Transmissão
| Temporada | Data de início                            | Data final                                | Episódios |
| --------- | ----------------------------------------- | ----------------------------------------- | --------- |
| 1         | 25 de agosto de 2008                      | 19 de setembro de 2008                    | 20        |
| 2         | 14 de setembro de 2009                    | 22 de outubro de 2009                     | 29        |
| 3         | 27 de setembro de 2010                    | 2 de novembro de 2010                     | 17        |
| Especiais | 8 de novembro de 2010 (Michel's Classics) | 8 de novembro de 2010 (Michel's Classics) | 2         |
| 4         | 7 de novembro de 2011                     | 15 de dezembro de 2011                    | 24        |
| 5         | 5 de novembro de 2012                     | 13 de dezembro de 2012                    | 24        |
| 6         | 4 de novembro de 2013                     | 12 de dezembro de 2013                    | 24        |
| 7         | 4 de novembro de 2014                     | 23 de dezembro de 2014                    | 21        |
| 8         | 10 de novembro de 2015                    | 24 de dezembro de 2015                    | 22        |
| 9         | 8 de novembro de 2016                     | 22 de dezembro de 2016                    | 21        |
| 10        | 7 de novembro 2017                        | 21 de dezembro de 2017                    | 21        |